# Farní sbor Českobratrské církve evangelické v Kadani
Farní sbor Českobratrské církve evangelické v Kadani byl sbor Českobratrské církve evangelické v Kadani. Sbor spadal pod Ústecký seniorát.
Sbor zanikl k 3. 7. 2012.